# Мидберн
Мидберн (ивр. מידברן‎, араб. ميدبيرن‎, англ. midburn) — пятидневный фестиваль в Негеве, Израиль. Мидберн является израильским аналогом американского фестиваля Burning Man.
Название — словослияние ивритского слова «мидбар» (ивр. מידבר‎ — «пустыня») и английского слова «burn» — отсылка к названию фестиваля Burning Man, который проходит в Неваде.
Фестиваль проводится недалеко от Сде-Бокер в мае или июне, примерно во время еврейского праздника «Шавуот» (Пятидесятница).
Как и на фестивале Burning Man, участники устраивают «тематические лагеря» и строят многочисленные инсталляции, многие из которых сжигаются в конце фестиваля.
Фестиваль придерживается тех же правил и принципов, что и Burning Man:
- Радикальное включение: принять участие может каждый без исключения.
- Дарение: дарение радости без ожиданий
- Декоммерциализация: без торговли, без рекламы.
- Радикальная самодостаточность: откройте свои собственные возможности и верьте в них.
- Радикальное самовыражение: каждый человек должен без страха жить своей уникальностью.
- Общественные усилия: творческое сотрудничество и взаимная поддержка должны вести к общественным усилиям.
- Гражданская ответственность: принятие ответственности за свои действия и за общество.
- Не оставляй следа: после окончания фестиваля в пустыне не должно остаться никаких следов.
- Участие: участие вместо просмотра.
- Здесь и сейчас: имея непосредственные переживания.

Первый фестиваль прошел в июне 2014 года. Девиз фестиваля — «Бытие». В нём приняли участие около трёх тысяч человек.
Второй фестиваль прошёл в мае 2015 года; в нём приняло участие 6500 человек. Девиз — «Превосходство».
Следующий фестиваль прошел в июне 2016 года. Объявленная тема фестиваля — «Абракадабра». Приняли участие 8000 человек.
В 2017 году фестиваль прошел с 28 мая по 2 июня; в нём приняло участие около 10 700 человек. Девиз — «Осознанный сон».
В 2018 году фестиваль прошел с 14 по 19 мая.
В 2019 году фестиваль не проводился из-за организационных сложностей..
В 2020 году фестиваль не проводился из-за ограничений, связанных с коронавирусом.
В 2021 году фестиваль прошел 25-30 октября с 5000 участниками.